# NGC 6980
NGC 6980 é uma estrela na direção da constelação de Aquarius. O objeto foi descoberto pelo astrônomo Guillaume Bigourdan em 1886, usando um telescópio refrator com abertura de 12 polegadas. 